# Мусокут
Мусокут (англ. Mooseocoot) — індіанська резервація в Канаді, у провінції Манітоба, у межах невключеної частини переписної області №22.

## Населення
За даними перепису 2016 року, індіанська резервація не мала постійного населення.

## Клімат
Середня річна температура становить -3,8°C, середня максимальна – 20,1°C, а середня мінімальна – -31,2°C. Середня річна кількість опадів – 500 мм.
| Клімат поселення                              | Клімат поселення | Клімат поселення | Клімат поселення | Клімат поселення | Клімат поселення | Клімат поселення | Клімат поселення | Клімат поселення | Клімат поселення | Клімат поселення | Клімат поселення | Клімат поселення | Клімат поселення |
| Показник                                      | Січ.             | Лют.             | Бер.             | Квіт.            | Трав.            | Черв.            | Лип.             | Серп.            | Вер.             | Жовт.            | Лист.            | Груд.            |                  |
| Середній максимум, °C                         | −18,56           | −15,68           | −8,38            | 2,11             | 11,12            | 18,34            | 20,10            | 18,18            | 11,72            | 3,84             | −7,6             | −17,94           |                  |
| Середня температура, °C                       | −24,87           | −21,97           | −14,7            | −4,18            | 4,79             | 12,02            | 15,87            | 13,94            | 7,48             | −0,39            | −11,87           | −22,18           |                  |
| Середній мінімум, °C                          | −31,18           | −28,28           | −21,02           | −10,5            | −1,51            | 5,71             | 11,62            | 9,69             | 3,24             | −4,64            | −16,1            | −26,43           |                  |
| Норма опадів, мм                              | 19               | 16               | 19               | 23               | 45               | 58               | 83               | 77               | 59               | 42               | 34               | 25               |                  |
| Середньомісячна швидкість вітру, м/с          | 3.90             | 3.76             | 4.00             | 4.20             | 4.20             | 4.00             | 3.80             | 4.00             | 4.40             | 4.58             | 4.20             | 3.71             |                  |
| Середньомісячна сонячна радіація, кДж/м²·день | 2974             | 6800             | 12564            | 18103            | 20837            | 21432            | 20265            | 16054            | 9835             | 5267             | 2863             | 2046             |                  |
| --------------------------------------------- | ---------------- | ---------------- | ---------------- | ---------------- | ---------------- | ---------------- | ---------------- | ---------------- | ---------------- | ---------------- | ---------------- | ---------------- | ---------------- |
| Джерело:                                      |                  |                  |                  |                  |                  |                  |                  |                  |                  |                  |                  |                  |                  |